# Cymatoderma
Cymatoderma is een geslacht van schimmels behorend tot de familie Panaceae. De typesoort is Cymatoderma elegans. 

## Soorten
Volgens Index Fungorum telt het geslacht 23 soorten (peildatum augustus 2023):
| Soortnaam                    | Auteur(s)                 | Publicatiejaar |
| ---------------------------- | ------------------------- | -------------- |
| Cymatoderma africanum        | Boidin                    | 1960           |
| Cymatoderma blumei           | (Lév.) D.A. Reid          | 1959           |
| Cymatoderma caperatum        | (Berk. & Mont.) D.A. Reid | 1956           |
| Cymatoderma dendriticum      | (Pers.) D.A. Reid         | 1959           |
| Cymatoderma elegans          | Jungh.                    | 1840           |
| Cymatoderma fuscum           | (Cooke) D.A. Reid         | 1959           |
| Cymatoderma hainanense       | Z.T. Guo                  | 1986           |
| Cymatoderma infundibuliforme | (Klotzsch) Boidin         | 1959           |
| Cymatoderma pallens          | Berthet & Boidin          | 1966           |
| Cymatoderma plicatum         | (Lloyd) D.A. Reid         | 1959           |
| Cymatoderma sclerotioides    | (Lloyd) D.A. Reid         | 1959           |
| Cymatoderma semiresupinatum  | (A.L. Welden) A.L. Welden | 2010           |
| Cymatoderma venezuelae       | D.A. Reid                 | 1965           |
| Cymatoderma viridans         | (Lloyd) A.L. Welden       | 2010           |